# Heilige Drei Könige und St. Matthäus

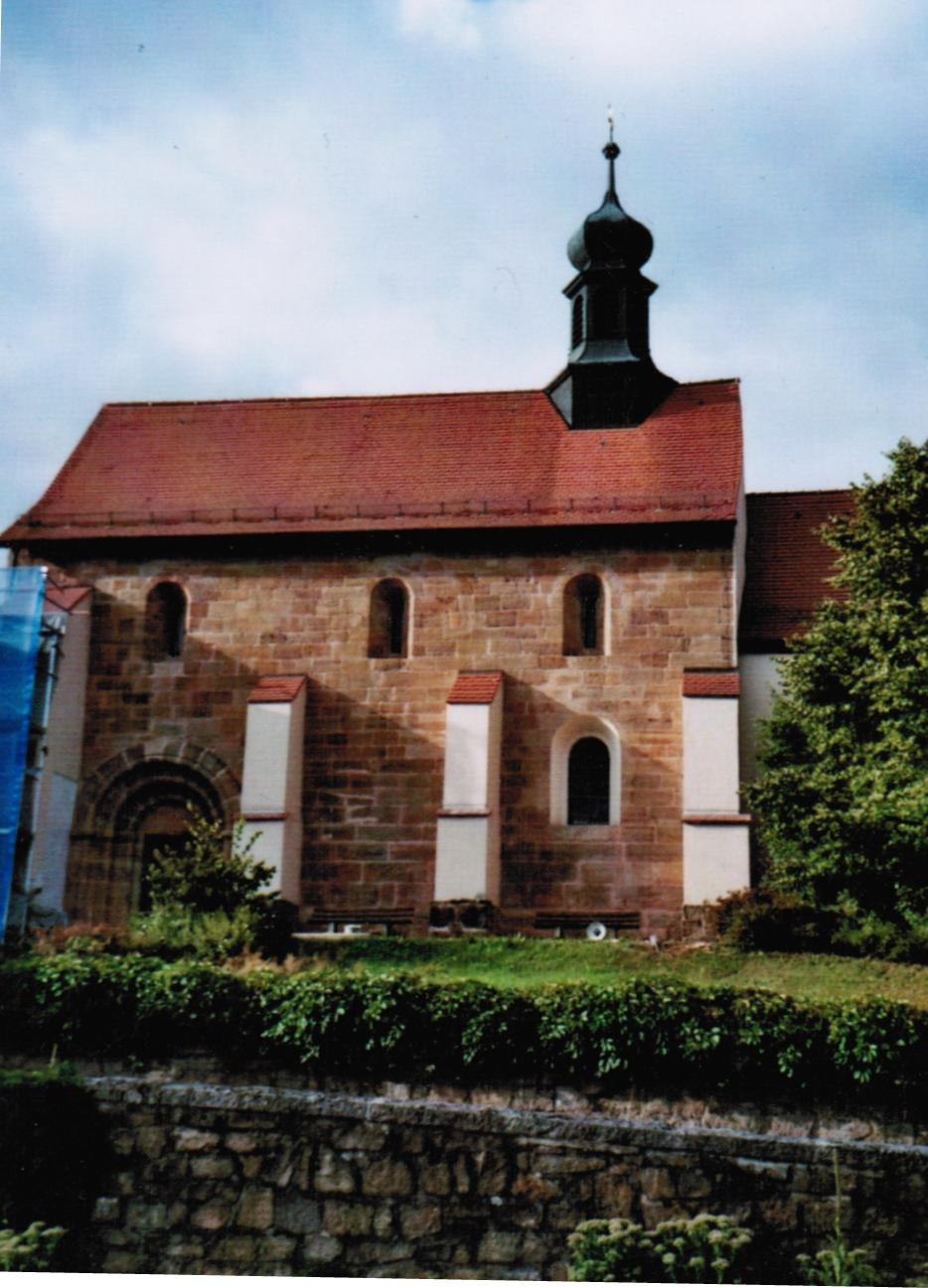
Filialkirche Heilige Drei Könige und St. Matthäus in Friedersried, Südseite

Heilige Drei Könige und St. Matthäus im Ortsteil Friedersried des Marktes Stamsried ist eine Filialkirche der römisch-katholischen Pfarrkirche St. Johann Baptist in Stamsried. Die romanische Kirche gehört zu den ältesten Kirchenbauten in Nordbayern.

## Gebäude und Baugeschichte
Die Kirche gehörte als Burgkapelle zur Burg in Friedersried, von der heute nur wenige Mauerreste erhalten sind.
Die Ursprünge der Kirche werden im 11. Jahrhundert oder noch früher vermutet; erstmals bezeugt ist sie im Jahr 1159.
Es handelt sich um einen für die Romanik typischen Saalbau auf rechteckigem Grundriss mit Satteldach, er ist traufseitig längs zur in Ost-West-Richtung verlaufenden Straße ausgerichtet. Außen ist das Langhaus mit Granitquadern verblendet, die Mauern an der Südseite sind von Pfeilern gestützt. Die auffällig hoch angesetzten Fenster werden dahingehend gedeutet, dass früher ein profan genutztes Obergeschoss vorhanden war – in Altbayern findet sich der zwar seltene Typus der romanischen Landkirche mit profanem Obergeschoss regional gehäuft, etwa in der Gegend um Regensburg. Der Chor ist gegen das Langhaus eingezogen und trägt ein Sterngewölbe.
Das Langhaus im romanischen Stil wurde im 13. Jahrhundert erbaut. Das Gewändeportal an der Südseite trägt Wetzrillen, die noch nicht gedeutet sind; es wurde erst 1959 freigelegt. Der Chor ist spätgotisch; er stammt aus dem 15. Jahrhundert und ersetzte ein Presbyterium aus der frühen Baugeschichte. Ein Dachreiter mit Zwiebelhaube wurde im 18. Jahrhundert aufgesetzt.

## Kircheninneres und Ausstattung
Die Pfeilervorlagen im Inneren erlauben, eine frühere zweischiffige Gliederung zu vermuten. Die stuckverzierte Decke stammt aus dem 18. Jahrhundert.
Herausragende Ausstattungsstücke sind spätgotische Holzfiguren des späten 15. oder frühen 16. Jahrhunderts, Bildnisse der Heiligen Matthäus, Petrus und Paulus. Halbfiguren am Chorbogen stellen die Herzen Jesu und Mariä dar, sie werden auf die Zeit um 1700 datiert. Der mit vier Säulen geschmückte Altar wurde 1697 angefertigt, auf dem Altarblatt ist die Anbetung der Heiligen Drei Könige zu sehen.
Die Empore mit der Orgel an der dem Chor gegenüberliegenden Westseite wird von zwei Rundbögen getragen. In früherer Zeit war sie für die Herren von Friedersried von der Burg aus durch einen hölzernen Gang erreichbar und hatte einen eigenen Altar.